# Franz-Eher-Verlag
A Franz-Eher-Verlag (oficialmente Franz Eher Nachfolger GmbH ou "Franz Eher e Sucessores, Lda.", também conhecida como Eher-Verlag ou "Editora Eher") foi a principal casa editorial do Partido Nazi e uma das maiores empresas no ramo da publicação de livros e periódicos durante o Terceiro Reich. Foi comprada pelo partido em 17 de dezembro de 1920 por 115.000 Papiermarks.
Além dos grandes periódicos, como o Völkischer Beobachter e o Illustrierter Beobachter, os editores também publicaram romances, mapas, álbuns de canções e calendários. Mein Kampf de Adolf Hitler também foi publicado pela editora a partir de 1925, tendo muitas edições e milhões de cópias impressas.

## História
A casa editorial foi registada por Franz Eher no Handelsregister de Munique em 2 de Dezembro de 1901. Contudo, a empresa havia sido realmente fundada sob o nome de Münchener Beobachter em 2 de Janeiro de 1887. Após a morte de Eher, Rudolf von Sebottendorf assumiu a empresa em 1918 e em 30 de Setembro de 1919 transformou-a numa Gesellschaft mit beschränkter Haftung a fim de evitar uma possível falência.
A sede da empresa ficava localizada em Munique, e, a partir de 1933, toda a literatura partidária passou a ser impressa e distribuída pela Eher-Verlag. Posteriormente, foram abertos escritórios em Berlim, Viena e outros em Munique. Entre 1933 e 1943, Rolf Rienhard foi o principal administrador. Foi substituído por Wilhelm Baur, que permaneceu no cargo até o fim da guerra.
Todavia, a figura-chave para a o processo de expansão da casa editorial foi o NSDAP-Reichsleiter für die Presse Max Amann. Além da Eher-Verlag, ele controlava praticamente toda a função econômica da imprensa na Alemanha Nazi. Durante a década de 1930, o Partido Nazi comprou participações nos negócios de Alfred Hugenberg e várias outras casas editoras. 
Em 1945, a casa editoral foi banida e desmantelada. Seus edifícios e propriedades intelectuais (incluindo Mein Kampf) foram transferidos para o estado da Baviera.